# Millrose Games
Le meeting des Millrose Games est une compétition d'athlétisme en salle qui se déroule chaque année, le premier vendredi de février, à New York, aux États-Unis.  Disputés depuis 1914, les Millrose Games sont aujourd'hui l'une des étapes du World Indoor Meetings, série de meetings « indoor » organisée par l'IAAF. Originellement installés dans le Madison Square Garden jusqu'en 2011, le meeting est déplacé à Fort Washington Avenue Armory à Manhattan et le Madison Square Garden accueille désormais l'US Open d'athlétisme en remplacement.

## Records du meeting

### Hommes
| Épreuve          | Record        | Athlète                | Nationalité | Date | Réf.  |
| ---------------- | ------------- | ---------------------- | ----------- | ---- | ----- |
| 60 m             | 6 s 45        | Maurice Greene         | États-Unis  | 2000 |       |
| 400 m            | 46 s 85       | Tyrone Kemp            | États-Unis  | 1990 |       |
| 500 m            | 1 min 01 s 19 | Mark Everett           | États-Unis  | 1994 |       |
| 600 y            | 1 min 07 s 53 | Mark Everett           | États-Unis  | 1992 |       |
| 800 m            | 1 min 44 s 22 | Donavan Brazier        | États-Unis  | 2020 | [ 2 ] |
| 1 000 m          | 2 min 19 s 3  | Sammy Koskei           | Kenya       | 1985 |       |
| 1 500 m          | 3 min 36 s 1  | Bernard Lagat          | États-Unis  | 2005 |       |
| Mile             | 3 min 52 s 87 | Bernard Lagat          | États-Unis  | 2005 |       |
| 3000 m           | 7 min 43 s 81 | Paul Bitok             | Kenya       | 1999 |       |
| 5000 m           | 13 min 20 s 4 | Suleiman Nyambui       | Tanzanie    | 1981 |       |
| 60 m haies       | 7 s 43        | Allen Johnson          | États-Unis  | 2004 |       |
| Saut en hauteur  | 2,34 m        | Jim Howard             | États-Unis  | 1985 |       |
| Saut en hauteur  |               | Jim Howard             | États-Unis  | 1986 |       |
| Saut à la perche | 5,87 m        | Jeff Hartwig           | États-Unis  | 2002 |       |
| Saut en longueur | 8,79 m        | Carl Lewis             | États-Unis  | 1984 |       |
| Lancer du poids  | 22,19 m       | Ryan Crouser           | États-Unis  | 2020 | [ 2 ] |
| 35 lb            | 24,82 m       | Lance Deal             | États-Unis  | 1993 |       |
| Mile (marche)    | 5 min 33 s 53 | Tim Lewis              | États-Unis  | 1988 |       |
| 4 × 400 m        | 3 min 11 s 53 | Atlantic Coast Club    | États-Unis  | 1988 |       |
| 4 x 800 m        | 7 min 23 s 08 | University of Richmond | États-Unis  | 1982 |       |

### Femmes
| Épreuve          | Record        | Athlète              | Nationalité | Date | Réf.  |
| ---------------- | ------------- | -------------------- | ----------- | ---- | ----- |
| 60 m             | 7 s 00        | Gail Devers          | États-Unis  | 1994 |       |
| 400 m            | 51 s 93       | Wadeline Jonathas    | États-Unis  | 2020 | [ 2 ] |
| 600 yards        | 1 min 20 s 79 | Lashinda Demus       | États-Unis  | 2008 |       |
| 800 m            | 1 min 58 s 29 | Ajeé Wilson          | États-Unis  | 2020 | [ 2 ] |
| 1 500 m          | 4 min 00 s 8  | Mary Decker          | États-Unis  | 1980 |       |
| Mile             | 4 min 16 s 85 | Elle Purrier         | États-Unis  | 2020 | [ 2 ] |
| 60 m haies       | 7 s 76        | Gail Devers          | États-Unis  | 2004 |       |
| Saut en hauteur  | 1,97 m        | Louise Ritter        | États-Unis  | 1989 |       |
| Saut à la perche | 4,91 m        | Sandi Morris         | États-Unis  | 2020 | [ 2 ] |
| Saut en longueur | 7,00 m        | Jackie Joyner-Kersee | États-Unis  | 1992 |       |
| Lancer du poids  | 18,59 m       | Connie Price-Smith   | États-Unis  | 1999 |       |
| 20 lb            | 24,20 m       | Amber Campbell       | États-Unis  | 2010 |       |
| Mile (marche)    | 6 min 41 s 32 | Rachel Seaman        | États-Unis  | 2011 |       |
| 4 × 400 m        | 3 min 40 s 51 | Atoms Track Club     | États-Unis  | 1984 |       |
| 4 x 800 m        | 8 min 33 s 94 | Villanova University | États-Unis  | 1989 |       |